# Michel Pêcheux
Michel Pêcheux né le 24 juin 1938 à Tours et mort le 15 janvier 1984 à Champigny-sur-Marne, est un philosophe et linguiste français, auteur d'écrits sur le langage, en particulier l'analyse du discours. Il compta parmi ses élèves Denise Maldidier (qui édita à titre posthume L'inquiétude du discours) et Régine Robin. Il est classé parmi les continuateurs de Louis Althusser.
Il publie ses premiers articles, dans les années 1960, sous le pseudonyme de Thomas Herbert. Plus tard, avec la linguiste Françoise Gadet, il entreprend un travail de déconstruction des théories linguistiques.

## Publications
- Analyse automatique du discours, Dunod, Paris, 1969
- avec M. Fichant, Sur l'histoire des sciences, Paris, Maspero, 1969
- avec Claudine Haroche et Paul Henry, « La sémantique et la coupure saussurienne : langue, langage, discours », n°24, 1971, p. 93-106
- Les Vérités de La Palice, Maspero, Paris, 1975
- avec Françoise Gadet, La langue introuvable, Maspero, 1981